# Легенда о Магмет-султану
„Легенда о Магмет-султану” је модел руске новинарске приче из 16. века. Приписана је Ивану Пересветову.
Легенда говори о Мехмеду Освајачу и „грчким књигама”. Закључак је да будући да неверник, као владар, поштује мудрост ових књига и има само успехе, то се још више односи на хришћанске владаре.
Мехмед Султан је изузетно мудар владар јер следи божанску мудрост Константина Великог — „Бог воли истину више од свега”. "Грчко царство" се срушило због лукавства и због тога што су његови племићи били згрожени истином.
Дело одражава руски царски поглед на Османско царство до времена прутског похода Петра Великог и стварања Руске Империје. 